# Caraguata carbonaria
Caraguata carbonaria es un coleóptero de la familia Chrysomelidae.
Fue descrita científicamente por primera vez en 1865 por Clark.